# 좌익과 우익

좌익과 우익(영어: left-right spectrum)은 정치적 성향을 크게 좌익과 우익 둘로 나누는 일반적인 정치적 스펙트럼의 일종이다. 보수는 기존의 사상과 시스템을 옹호하는 사람들이며 진보는 새로운 사상과 시스템을 선호하는 사람들이다. 본래는 좌익과 우익은 본래 친민중과 친귀족이었지만 현대에서는 대체로 가난한 사람들의 편에 서는 입장을 좌익, 부유한 사람들을 옹호하는 입장을 우익이라고 한다. 좌익 대 우익이라는 구분은 광범위하고 복잡한 문제에 대한 설명이므로 명확하게 정의하기 어렵지만, 현재 또는 역사 속의 다양한 정치적 대립에 대한 공통적 관점을 제시해준다.
이러한 표현은 프랑스 혁명 당시 국민 의회에서 혁명파는 좌측, 왕당파는 우측에 나뉘어 앉은 것에서 비롯되었다. 이념이 다양한 현대사회에서는 좌익, 우익의 구분이 어려운 경우도 많아, 대개 추구하는 가치를 기준으로 좌우의 구분을 만들 수 있다. 현대 국가에서 좌익은 일반적으로 경제적 평등을 위한 정부의 개입과 사회의 진보를 주장하고, 우익은 경제적 자유와 사회질서의 유지를 옹호한다.

## 같이 보기
- 정치적 스펙트럼
- 좌익
- 우익